# Bernard Martel
Pour les articles homonymes, voir Martel.
Bernard Martel , né le 25 juillet 1951, est le président des Quatre Jours de Dunkerque depuis son édition 2013, succédant ainsi à Jean Bodart. Depuis les années 1970, il a participé à différents degrés et à différents postes à l'organisation de cette course du Nord-Pas-de-Calais.

## Biographie

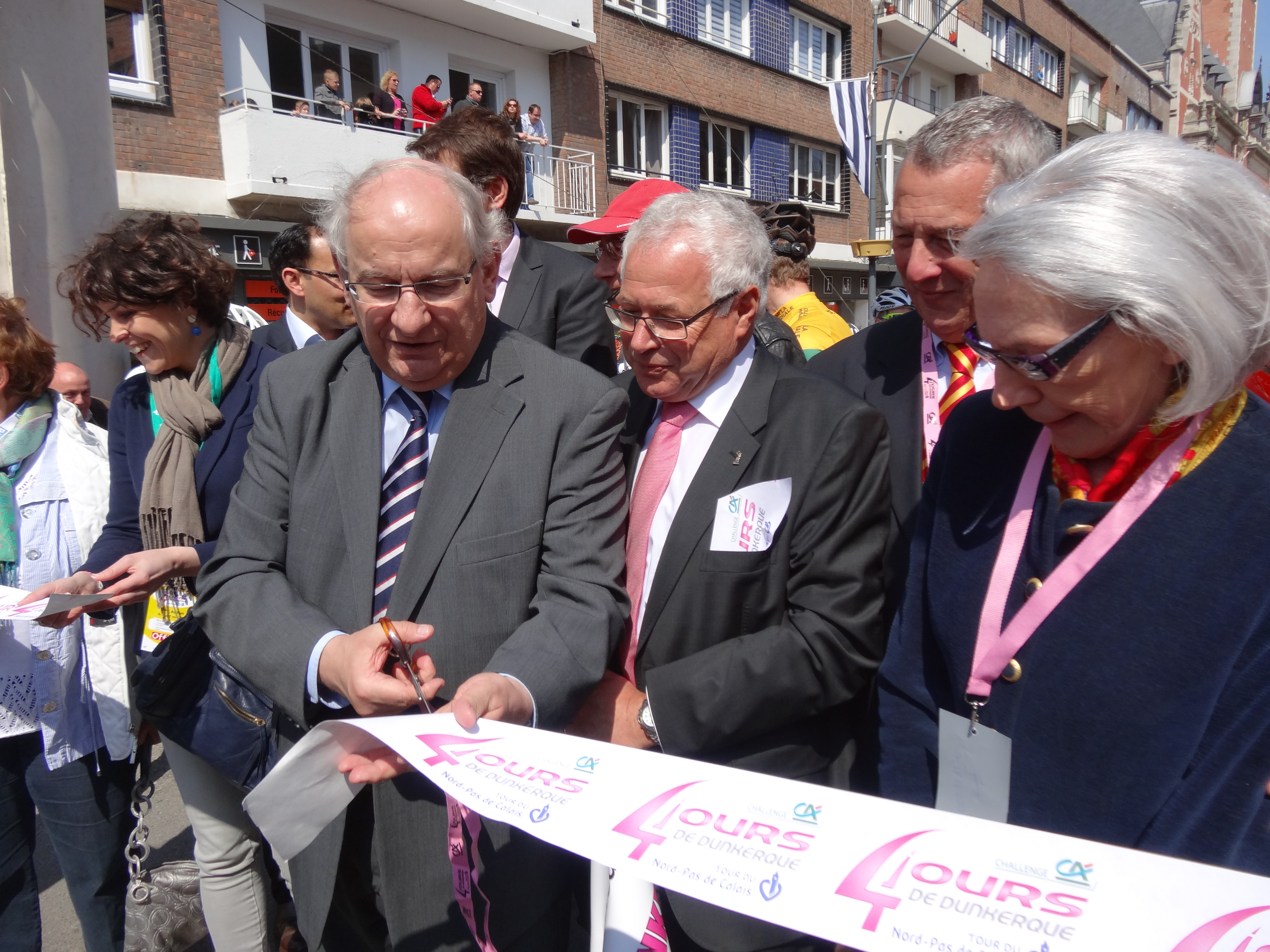
Bernard Martel, aux côtés de Michel Delebarre, lors du lancement des Quatre Jours de Dunkerque 2013, à Dunkerque.

Sur une quarantaine d'années, Bernard Martel a occupé différents postes à l'association des Quatre Jours de Dunkerque : dans les années 1970, il est second chauffeur d'équipe, puis a conduit une voiture de liaison. Absent pendant deux ou trois ans car indisponible, il revient dans la caravane publicitaire par le biais de sa société Shopi. Il a ensuite successivement effectué le ramassage du fléchage, conduit des voitures invités, conduit une voiture commissaire, et est ensuite été nommé responsable de la caravane, et a intégré le comité d'administration en occupant le poste de trésorier. 
Jean Bodart annonce sa retraite lors du final de l'édition 2012 de la course. Bernard Martel obtient le poste à l'issue de l'assemblée générale de l'association le 8 janvier 2013,, sa candidature ayant été rendue possible car il est retraité depuis septembre 2012. Bernard Martel est donc président pour l'édition 2013 dont le thème est le bassin minier du Nord-Pas-de-Calais,.